# Steel Swallow Automobile Company
Steel Swallow Automobile Company war ein US-amerikanischer Hersteller von Automobilen.

## Unternehmensgeschichte
Lee Alderdyce, William F. Bellows, Louis F. Boos, David Dearing und J. C. Richardson gründeten das Unternehmen im August 1906. Der Sitz war in Jackson in Michigan. 1907 begann die Produktion von Automobilen nach Patenten von Dearing. Der Markenname lautete Steel Swallow. 1908 endete die Produktion.

## Fahrzeuge
Die Fahrzeuge waren Highwheeler. Mit ihren großen Rädern eigneten sie sich gut für die damaligen schlechten Straßen. Gemeinsamkeit aller Modelle war der luftgekühlte Zweizylindermotor, der vorne unter einer Motorhaube montiert war. Er trieb über ein Friktionsgetriebe und zwei Ketten die Hinterachse an. Er hatte jeweils 104,775 mm Bohrung und Hub, woraus sich 1807 cm³ Hubraum ergaben. Der Motor leistete 8 PS. Das Fahrgestell hatte 213 cm Radstand.
Das erste Modell war ein offener Runabout. Der Neupreis betrug 700 US-Dollar. Im März 1908 kam ein leichter Lieferwagen dazu. Als letztes Modell erschien im September 1908 der Special RFD für Posttransporte.